# 马大正
马大正（1938年9月—），男，上海人，中国历史学家，中国社会科学院中国边疆研究所研究员，国家清史编纂委员会副主任。曾任中国社会科学院中国边疆史地研究中心主任。